# Замятины (Оричевский район)
Замятины — деревня в Оричевском районе Кировской области в составе Спас-Талицкого сельского поселения.

## География
Расположена в восточной части района на расстоянии примерно 2 км на север от поселка  Лёвинцы на левом берегу реки Быстрица.

## История
Известна с 1747 года как починок при речке Иванчики с населением 4 души мужского пола, в 1764 году уже 15 жителей. В 1873 году здесь (деревня У речки Иванчихи или Замятины) дворов 4 и жителей 41, в 1905 (починок У речки Иванчихи или Малые Замятины) 18 и 129, в 1926 (деревня Малые Замятины или У речки Иванчихи) 29 и 166, в 1950 38 и 144, в 1989 оставалось 19 человек. Настоящее название утвердилось с 1939 года. 

## Население
Постоянное население  составляло 10 человек (русские 90%) в 2002 году, 5 в 2010.